# Pocoyo
Pocoyo er en amerikansk-britisk-spansk animeret TV-serie for børnehavebørn, som blev vist på Cartoon Network fra 2006 til 2011.
Serien blev produceret af Zinkia Entertainment, Cosgrove Hall Films, og Cartoon Network Original Production. Der blev produceret tre sæsoner, hver med 104 episoder, som havde en varighed på 7 minutter.

## Danske Stemmer
- Dick Kaysø – Fortæller
- Kristoffer Schnack Tellefsen
- Oliver Berg
- Sally Jagd